# Curaco (comuna)
Curaco fue una de las comunas que integró el antiguo departamento de Collipulli, en la provincia de Malleco.
El territorio de la comuna fue organizado por decreto del 22 de diciembre de 1891, a partir del territorio de las Subdelegaciones 3.° La Esperanza, 4.° Ñanco y 5.° Curaco.

## Historia
La comuna fue creada por decreto del 22 de diciembre de 1891, con el territorio de las Subdelegaciones 3.° La Esperanza, 4.° Ñanco y 5.° Curaco.
Es suprimida la comuna mediante la ley N.º 2024 del 13 de septiembre de 1907.